# Desná (přítok Loučné)
Desná nazývaná též Desinka je levostranný a celkově největší přítok řeky Loučné v okrese Svitavy v Pardubickém kraji. Délka toku činí 30,6 km. Plocha povodí měří 114,0 km².

## Průběh toku

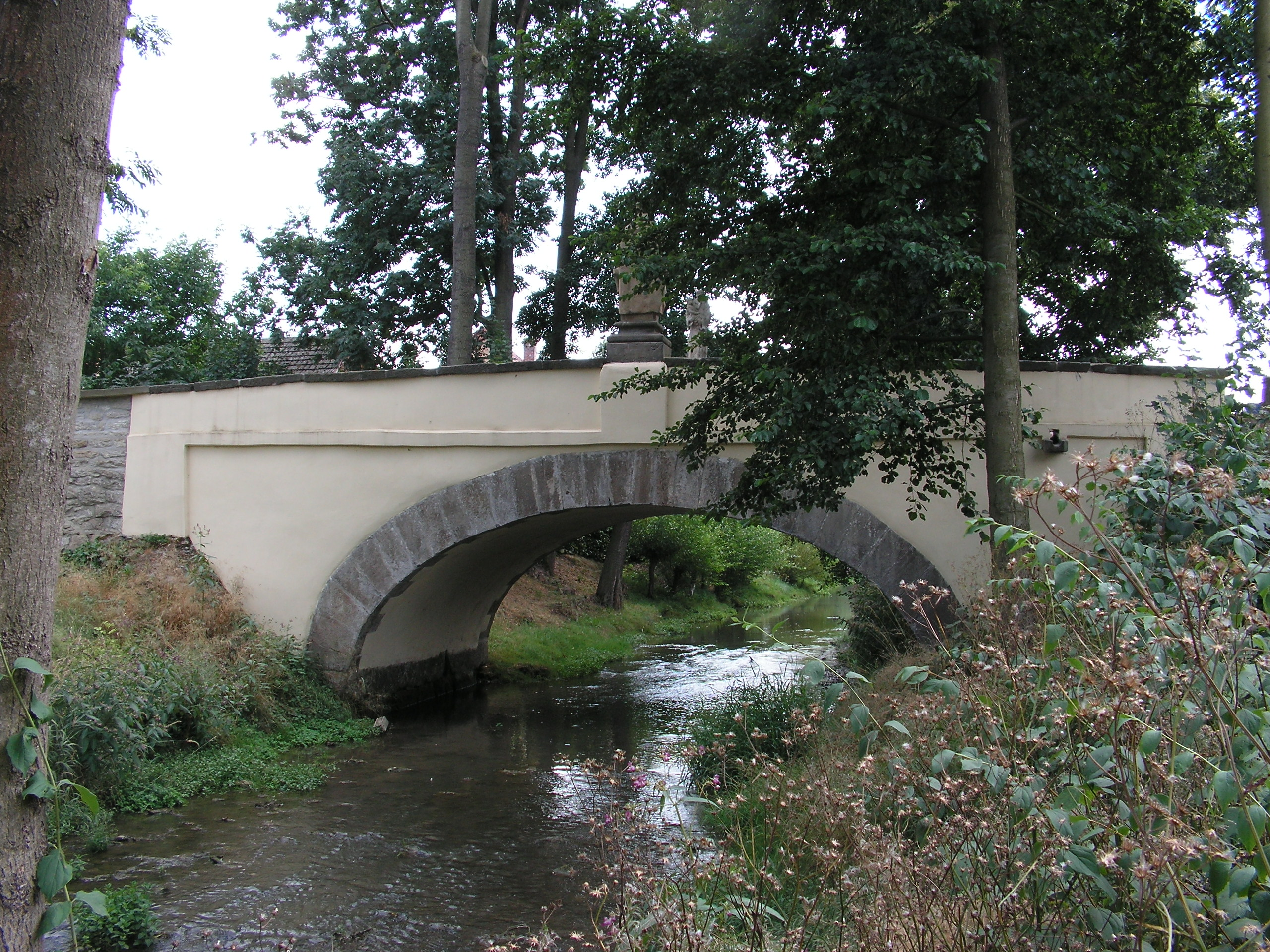
Starý silniční most v Osíku

Říčka pramení v Hornosvratecké vrchovině v bažinatém rybníčku severně od Borové v nadmořské výšce okolo 650 m. Na horním toku teče zalesněným územím na sever k Budislavi, jižně od níž přijímá zleva Desinku. V Budislavi se říčka obrací na východ k Poříčí u Litomyšle, odkud dále směřuje na severovýchod k Desné a Hornímu Újezdu, kde přibírá zprava Lubenský potok. Níže po proudu protéká Desná Dolním Újezdem a Osíkem, pod nímž se obrací na severozápad a teče souběžně s řekou Loučnou. Na dolním toku ji posilují zleva Řikovický potok a Morašický potok. Do Loučné se vlévá u Nových Sídel na 54,7 říčním kilometru v nadmořské výšce okolo 300 m.

### Větší přítoky

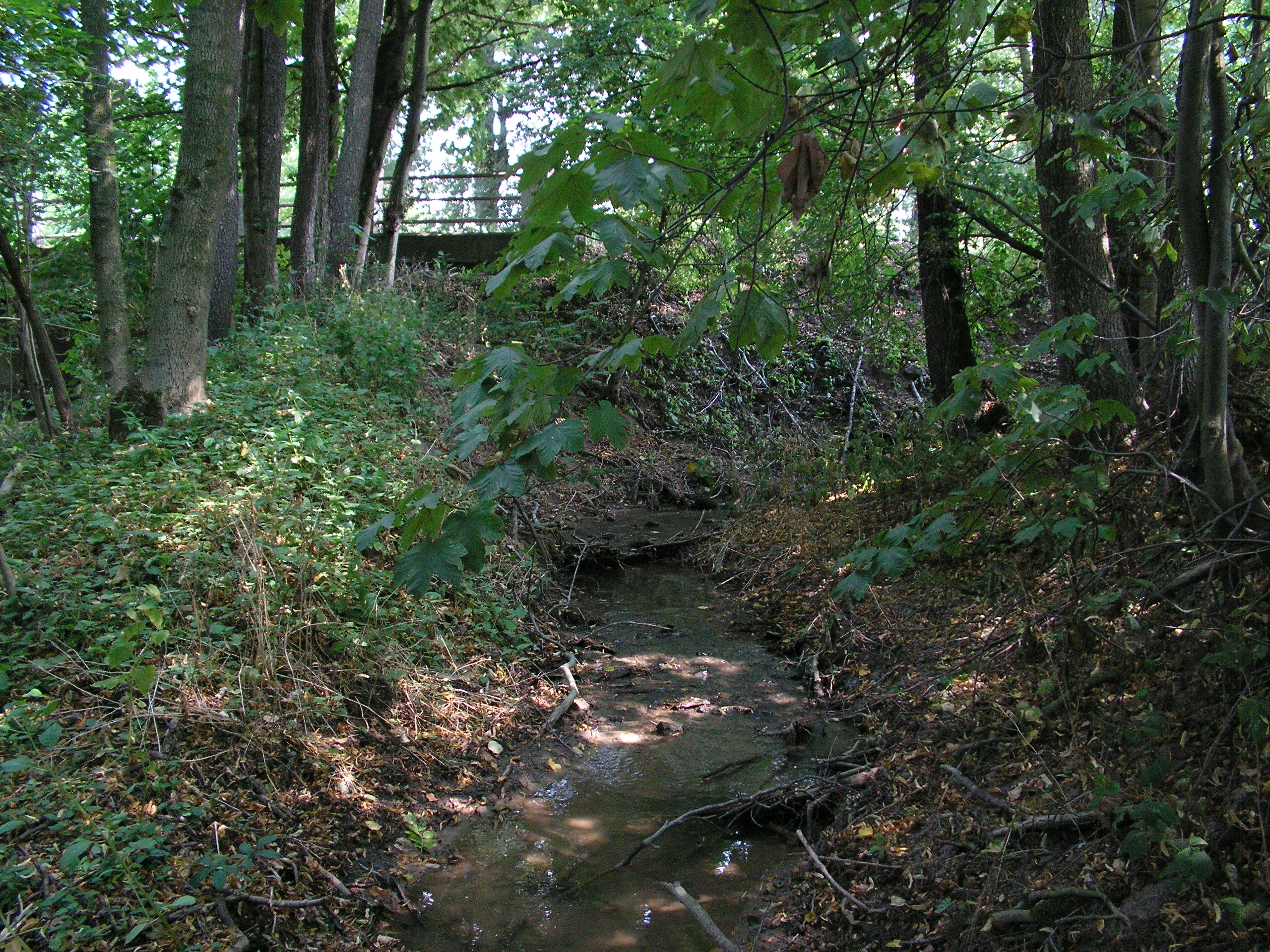
Morašický potok u ústí

- Desinka nazývaná též Lesní potok je levostranný přítok pramenící v lesích mezi Prosečí a Borovou. Teče převážně severovýchodním směrem zalesněným územím. Do Desné se vlévá jižně od Budislavi na 26,2 říčním kilometru[2] v nadmořské výšce okolo 525 m. Délka toku činí 4,4 km.[2]
- Oborský potok je pravostranný přítok, který pramení v lesích jihozápadně od Lubné v nadmořské výšce okolo 620 m. Teče převážně severním směrem. Do Desné se vlévá u Poříčí u Litomyšle na 22,3 říčním kilometru[5] v nadmořské výšce okolo 440 m. Délka Oborského potoka činí 4,7 km.[5]
- Lubenský potok (hčp 1-03-02-023) je pravostranný přítok pramenící jihozápadně od Lubné v nadmořské výšce okolo 580 m. Nejprve směřuje na sever k západnímu okraji Lubné. Zde se stáčí na východ a protéká napříč obcí, na jejímž východním okraji se obrací opět na sever. Tento směr si již ponechává až ke svému ústí. Na dolním toku protéká Horním Újezdem, severně od něhož se vlévá do říčky Desné na 17,5 říčním kilometru[6] v nadmořské výšce okolo 400 m. Délka Lubenského potoka činí 8,4 km.[6] Plocha povodí měří 14,1 km².[3]
- Řikovický potok (hčp 1-03-02-027) je levostranný přítok pramenící severovýchodně od osady Václavky v nadmořské výšce okolo 355 m. Po celé své délce teče převážně severovýchodním až severním směrem. Protéká Řikovicemi a Višňáry, kde zadržuje jeho vody místní zhruba tříhektarový rybník. Pod rybníkem překonává údolí potoka silnice II/358. Do Desné se Řikovický potok vlévá severně od Višňár na 3,2 říčním kilometru[6] v nadmořské výšce okolo 310 m. Délka toku činí 3,7 km.[6] Plocha povodí měří 22,9 km².[3]
- Morašický potok (hčp 1-03-02-029) je levostranný přítok, který pramení severovýchodně od Vidlaté Seče v nadmořské výšce okolo 405 m. Kromě krátkého úseku jižně od Morašic, kde potok směřuje na sever, teče převážně severovýchodním směrem. Na středním toku protéká Morašicemi, na jejichž severovýchodním okraji jej překonává silnice II/358. Níže po proudu protéká osadou Sedlíšťka, kde se nachází barokní sýpka z druhé poloviny 18. století. Do říčky Desné se Morašický potok vlévá jihozápadně od Třžku na 1,7 říčním kilometru[7] v nadmořské výšce okolo 305 m. Délka toku činí 6,4 km.[7] Plocha povodí měří 12,1 km².[3]

## Vodní režim
Průměrný průtok Desné u ústí činí 0,71 m³/s.
Měrný profil:
| místo       | říční km | plocha povodí | průměrný průtok (Qa) | stoletá voda (Q100) |
| ----------- | -------- | ------------- | -------------------- | ------------------- |
| Dolní Újezd | 11,1     | 49,96 km²     | 0,36 m³/s            | 39,2 m³/s           |

Měrný profil:
| místo             | říční km | plocha povodí | průměrný průtok (Qa) | stoletá voda (Q100) |
| ----------------- | -------- | ------------- | -------------------- | ------------------- |
| nad Řikovickým p. | 3,2      | 77,69 km²     | 0,48 m³/s            | 36,0 m³/s           |